# 吴祯墓
吴祯墓位于中国江苏省南京市玄武区太平门外锁金村街道板仓街3号新世界花园小区内（原岗子村南京电影机械厂），吴良墓北侧、吴忠墓南侧，方向为北偏西10°，为明代开国功臣、海国公吴祯的墓葬:35。

## 历史
明初功臣多安葬于南京，分属紫金山北麓（钟山之阴）等地。钟山之阴，因与明孝陵所在的钟山之阳相对，被视为明初功臣的最高礼遇。明代文献中，安葬于钟山之阴的功臣有十余人。而经考古证实的，仅吳良、吳禎兄弟等六人，及两位姓名失考者。
吴祯于洪武十二年（1379）在南京病卒，赐葬钟山之阴。其子吴忠墓、其弟吴良墓分别在1957年、1965年清理。其墓于1983年9月由南京市博物馆发掘清理:35。当时所在地块属南京电影机械厂厂区。厂子倒闭后，土地出让，建成高档住宅小区——新世界花园。吴良墓、吴祯墓所在地块被小区包围，由小区物业负责日常管理。访客获得小区门卫许可，可参观。
此墓最初列为南京市文物保护单位。2004年12月，发现吴良墓、吴祯墓的文保标志牌被毁坏。2006年5月，吴祯墓做为明功臣墓归属于全国重点文物保护单位——明孝陵。

## 建筑

### 神道石像生
吴良墓、吴祯墓神道两侧的石像生本因吳良、吳禎兄弟品秩相等，规制相同，但因时间流失而失散。近代文献指，吴祯墓石像生存有石马二、石羊二、石虎二、石人（武将）二。吴良墓石像生存有龟趺一、石羊二、石虎二、石人二。1952年，因电影机械厂建设，吴祯墓石像生整体移动到吴良墓西侧；2002年，吴祯墓石像生又再次向西移动。
2017年时，东边石像生群标注为吴祯墓石刻，包括两只石羊、两只石虎、两个石人（武将）。西边石像生群标注为吴良墓石刻，包括一件龟趺、两匹石马（有拉马侍）、两只石羊、两只石虎、两个石人（武将）。龟趺被认为本属吴祯墓。有文物爱好者向《金陵晚报》记者反映标注错误。记者将此事向文物部门进行反映，相关负责人表示，将到现场核实情况后，如果的确说名牌标错了，将做出改正。

### 地下墓室
吴祯墓室为砖室券顶结构（墓砖为南京城墙城砖，部分砖上有铭文，壁厚0.42米，券顶厚1米），通长6.96米、宽2.87米、高2.82米，以厚0.52米的隔墙分为前后两室，隔墙中设门洞，其中原有木门。前室长2.04米，出土有墓志、瓷梅瓶和兵器（铁刀、甲）等，墓志字迹已漫漶，志盖上残存“□开国辅运□□宣力武□□进光禄□□□柱国□□□谥襄□□公之墓”字样；后室长4.4米，出土有残木棺及铜、锡、玉生活用具，木棺内残存部分头骨和股骨:35—41。